# Модель вероятности сознательной обработки информации
Модель вероятности сознательной обработки информации (ELM) была разработана в 1980 г. Ричардом Петти и американским психологом Джоном Качиоппо. Она описывает влияние убедительного сообщения на адресата с точки зрения его отношения к теме сообщения. Модель вероятности обработки информации — одна из самых известных моделей в области исследования медиаэффектов.

## Основные положения
Модель вероятности сознательной обработки информации (ELM) основана на двух типах обработки сообщения, ведущих к успешному убеждению, которые можно рассматривать как антагонистические по отношению к влиянию на изменение установки в результате убеждающей коммуникации:
1. Центральный путь обработки сообщения.
2. Периферийный путь обработки сообщения[1].

## Центральный путь
Центральный путь основан на обработке аргументированных сообщений, включающих в себя цифры и факты. Использование центрального пути реципиентом будет эффективно в том случае, если он получит дополнительную информацию по соответствующей тематике сообщения (или по смежной тематике). Центральный путь требует значительных когнитивных усилий от получателя сообщения, чтобы оценить преимущества предлагаемой позиции или убеждающей информации. Центральный маршрут обуславливает необходимость значительных когнитивных усилий со стороны членов аудитории. Отсюда возникающие в итоге изменения установок имеют такие общие характеристики: 1) доступность; 2) постоянство; 3) предсказуемость поведения; 4) сопротивляемость изменениям. Исходя из вышесказанного, аргументы убеждающего сообщения могут быть им либо отклонены, либо приняты. (Признание когнитивных реакций).
Примером центрального пути обработки сообщения может быть следующая ситуация выборочного собрания кандидатов в президенты. Если тема сообщения имеет прямое отношение к аудитории и аудитория заинтересована в самом сообщении, то убеждающая информация кандидата будет успешна в том случае, когда он предложит тщательно разработанный план ответа с цифрами и фактами (предоставит схему работы, графики кривых и т. д.).

Необходимые условия:
- Реципиент стремится к получению дополнительной информации (потребность в познании) и способен обрабатывать сообщения, направленные на убеждение;
- Тема сообщения должна иметь прямое отношение к получателю, он должен быть заинтересован и мотивирован самим сообщением (мотивация и внимание к сообщению также может быть достигнута с помощью «периферийных подсказок», что часто используется, например, в рекламе).

Результат:
- Устойчивость сформированной к сообщению установки (по крайней мере, обеспечивается устойчивость установки по отношению к встречной коммуникации, направленной на формирование установки по периферийному пути). Это означает, что мотивированная и внимательная обработка аргументов со стороны реципиента, была завершена (само внимание/мотивация, а также «глубина переработки»/«самореференция» оказывают очень большое влияние на кодирование новой информации в памяти получателя сообщения)[3];
- Прогнозирование поведения возможно лишь частично (но больше, чем при периферийном пути обработки информации) и только для определённого поведения (эта диссоциация между установкой и поведением в 1974 году была признана Фишбейном и Ajzen[4], они предлагали её в качестве подхода к улучшению «принципа агрегирования»). Так ELM основное внимание уделяется не прогнозированию поведения, а механизмам изменения поведения.

## Периферийный путь
Здесь аргументы не имеют значения; вместо этого используются «периферийные подсказки», стимулирующие принятие убеждающего сообщения без серьезного осмысления. Периферийная обработка используется, когда мы, как правило, полно не осведомлены по тематике сообщения. Такой путь мы применяем чаще, чем центральный. Использование экспертного мнения для рекламы новых изделий —пример периферического пути убеждения. «Одобрено ассоциацией стоматологов…», «рекомендовано Министерством здравоохранения…»— подобные ориентиры используются для более эффективного убеждения. Ещё одна разновидность периферического пути: эффект массовости был определён исследователями Института изучения пропаганды в 1930-х годах. Потребителя массовой информации убеждают, что много других людей уже поддержали предлагаемую позицию. Члены аудитории делают вывод, что предлагаемая позиция является правильной, поскольку с ней согласны многие. Подобный вывод служит ориентиром достоверности информации, что вызывает эффект массовости.

Необходимые условия:
- Недостаточная мотивация и низкая значимость темы убеждающего сообщения. Что касается мотивации, то она имеет личную направленность, которая оказалось необходимой для формирования «периферийных подсказок»

Результат:
- Достаточно слабая и нестабильная установка
- Низкая возможность прогнозирования поведения

Если оба пути первоначально рассматривались как антагонистические, то сейчас не исключается возможность их взаимодействия (например, центральный путь обработки может направляться периферийным путём — мы можем быть мотивированы, чтобы прочитать статью в научном журнале (центральный путь) или мы можем получить ту же информацию на встрече, где оказывает влияние авторитет оратора, его внешний вид, согласие других коллег и т. д.).

## Факторы влияния
Р. Петти и Дж. Качиоппо описывали ряд факторов, которые влияют на обработку сообщений.

### Отвлечение (или отклонение)
Отвлечение уменьшает возможность получателя обработать сообщение с помощью центрального пути. Эта доминирующая когнитивная реакция, которая иначе инициирует сообщение. Такая реакция возникает на сообщение, содержащее слабые аргументы, как попытка найти контраргументы. Петти, Уэллс и Брок в 1976 году выдвинули гипотезу о том, что более сильные сообщения (с сильной аргументацией) способствуют меньшему отвлечению, чем слабые сообщения (со слабой аргументацией). Их гипотеза была экспериментально подтверждена.

### Повторение
Если есть хорошее настроение, как периферический стимул, то это облегчает принятие сообщения. Тем не менее, влияние хорошего настроения на когнитивные процессы не всегда хорошо, поскольку самого хорошего настроения может и не быть.

### Личная значимость
Темы, которые имеют высокую личную значимость, обрабатываются в большей степени по центральному пути, в то время как не имеющие такую значимость сообщения, часто обрабатываются по периферии.

## Преимущества / Недостатки
Преимущество периферийного пути мышления заключается в экономии времени, энергии и умственных способностей. Однако это может означать, что в процессе такого мышления часть информации может быть пропущена и это может привести к негативным последствиям, ошибкам, которые можно было бы предотвратить. Преимущество центрального пути является то, что в процессе такого мышления ошибки можно избежать, потому что человек видит информацию сразу, обрабатывает её, а затем принимает своё решение. Однако на это затрачивается много времени, энергии и умственных способностей.

## Сфера охвата и применение
Сфера массовой коммуникации (печатные СМИ, телевидение, область рекламы и т. д.), область социальной психологии. Эта теория является эффективной, поскольку в ней рассматриваются факторы, которые объясняют, почему и когда убеждающие сообщения, с разной степенью вероятности, приведут к убеждению аудитории.

## Критика
Некоторых исследователей критикуют за неправильное толкование модели ELM. Так, например, A. Круглянский и Э.Томпсон предполагают, что обработка по центральному или периферическому пути определяется непосредственно типом информации, влияющей на убеждающую силу сообщения.
Фактически, модель ELM не утверждает ничего о типах информации, соотносящихся с тем или иным путём её обработки. Наоборот, ключевой элемент модели ELM то, как любой тип информации будет использован в зависимости от центрального или периферического пути, несмотря на содержание сообщения.